# Distichophyllum pseudomalayense
Distichophyllum pseudomalayense là một loài Rêu trong họ Hookeriaceae. Loài này được T.Y. Chiang & C.M. Kuo mô tả khoa học đầu tiên năm 1989.